# Square Pétrelle
Square Pétrelle är en återvändsgata i Quartier de Rochechouart i Paris nionde arrondissement. Gatan är uppkallad efter en viss monsieur Pétrelle, markägare och arkitekt, som under 1700-talets senare hälft ritade flera byggnader i området. Square Pétrelle börjar vid Rue Pétrelle 4.

## Omgivningar
- Saint-Vincent-de-Paul
- Rue des Martyrs
- Square d'Anvers – Jean-Claude-Carrière
- Rue Pétrelle
- Rue Thimonnier
- Rue Lentonnet
- Cité Napoléon

## Bilder
| - Gatuskylt. - Saint-Vincent-de-Paul. - Cité Napoléon. |

## Kommunikationer
- Tunnelbana – linje  – Anvers
- Tunnelbana – linjerna   – Barbès – Rochechouart
- Busshållplats Magenta Maubeuge – Paris bussnät

### Webbkällor
- ”Square Pétrelle”. Mairie de Paris. https://web.archive.org/web/20160303181317/http://www.v2asp.paris.fr/commun/v2asp/v2/nomenclature_voies/Voieactu/7318.nom.htm. Läst 28 november 2023.
- ”Square Pétrelle (9ème arrondissement)”. Les rues de Paris. https://web.archive.org/web/20160406082153/http://www.parisrues.com/rues09/paris-09-square-petrelle.html. Läst 28 november 2023.